# Algérie thuộc Ottoman
Algérie thuộc Ottoman (tiếng Ả Rập: Al Jazâ'ir) là một quốc gia chư hầu của Đế quốc Ottoman ở Bắc Phi kéo dài 1515-1830, khi nó được chinh phục bởi người Pháp. Nằm giữa vương quốc Tunisia ở phía đông và Đế quốc Sharifian(từ năm 1553) ở phía tây (và các thuộc địa của Tây Ban Nha và Bồ Đào Nha ở Bắc Phi), ban đầu, nó mở rộng biên giới từ La Calle sang phía đông đến Trara ở phía tây và từ Algiers đến Biskra, và sau khi lan sang biên giới phía đông và phía tây của Algérie.
Nó được cai trị bởi người beylerbey, pasha, agha và dey, và bao gồm nhiều beyliks (tỉnh) dưới quyền của beys (chư hầu): Constantine ở phía đông, Medea ở Titteri và Mazouna, sau đó là Mascara hướng Tây. Mỗi beylik được chia thành nhiều outan (quận) khác nhau với phần đầu của chúng là caïds ngay dưới bey. Để quản lý nội địa của đất nước, chính quyền đã dựa vào các bộ lạc nói makhzen. Những bộ lạc này chịu trách nhiệm đảm bảo trật tự và thu thuế trên các khu vực phụ lưu của đất nước. Chính nhờ hệ thống này mà trong ba thế kỷ, Nhà nước Algiers đã mở rộng quyền hành ở phía bắc Algérie. Tuy nhiên, xã hội vẫn bị chia thành các bộ lạc và bị chi phối bởi tình huynh đệ maraboutics hoặc djouads địa phương (quý tộc). Do đó, một số vùng của đất nước chỉ công nhận quyền lực của Algiers. Trong suốt lịch sử của mình, họ đã hình thành vô số cuộc nổi dậy, liên minh, những kẻ thù của bộ lạc hoặc những kẻ phá hoại đã chiến đấu với sự kiên quyết để kiểm soát. Trước năm 1830, trong số 516 đơn vị chính trị, tổng cộng 200 hiệu trưởng hoặc bộ lạc được coi là độc lập vì họ kiểm soát hơn 60% lãnh thổ ở Algérie và từ chối nộp thuế cho Algiers.

## Thành lập
Cho đến năm 1496, Tây Ban Nha đã chinh phục và chiếm đóng nhiều thành phố ven biển ở Bắc Phi. Đồng thời, một cặp anh em cướp biển Hy Lạp Ottoman Oruches Reis và Hailsin đã chiếm đóng thành công Tunisia dưới triều đại Hafs, vào năm 1516. Vào năm đó, Oruch đã chuyển căn cứ cho Algiers và yêu cầu bảo vệ Đế chế Ottoman năm 1517, nhưng ông đã bị Vương quốc Tlemcen giết chết vào năm 1518. Heiddin kế vị chỉ huy quân sự của mình ở Algiers.

## Tình trạng chính trị
Sau cuộc chinh phạt của Đế chế Ottoman, Algérie trở thành một tỉnh của Đế quốc. Bởi Bellebey (Chỉ huy trưởng) (1518 đến 1570), Pasha (1570 - 1659), Aga (1659 - 1671), Dee (1671 - 1830) Quyền tài phán của Thổ Nhĩ Kỳ.
Cho đến năm 1671, Bellebey, Pasha và Aga được chỉ định bởi Quốc vương Ottoman. Sau cuộc đảo chính năm 1671, Dee đã giành được một quyền tự trị lớn và trở thành người cai trị thực sự, cai trị dưới danh nghĩa của Quốc vương Ottoman.

## Dân số
Năm 1808, Ottoman Algérie có dân số ước tính 3 triệu người, trong đó 10.000 người Thổ Nhĩ Kỳ và 5.000 người ở Thổ Nhĩ Kỳ Yeniceri hậu vệ và Bắc Phi phụ nữ đã sinh kouloughlis. Năm 1830, 17.000 người Do Thái sống ở Algérie.